# Tala Al-Deen

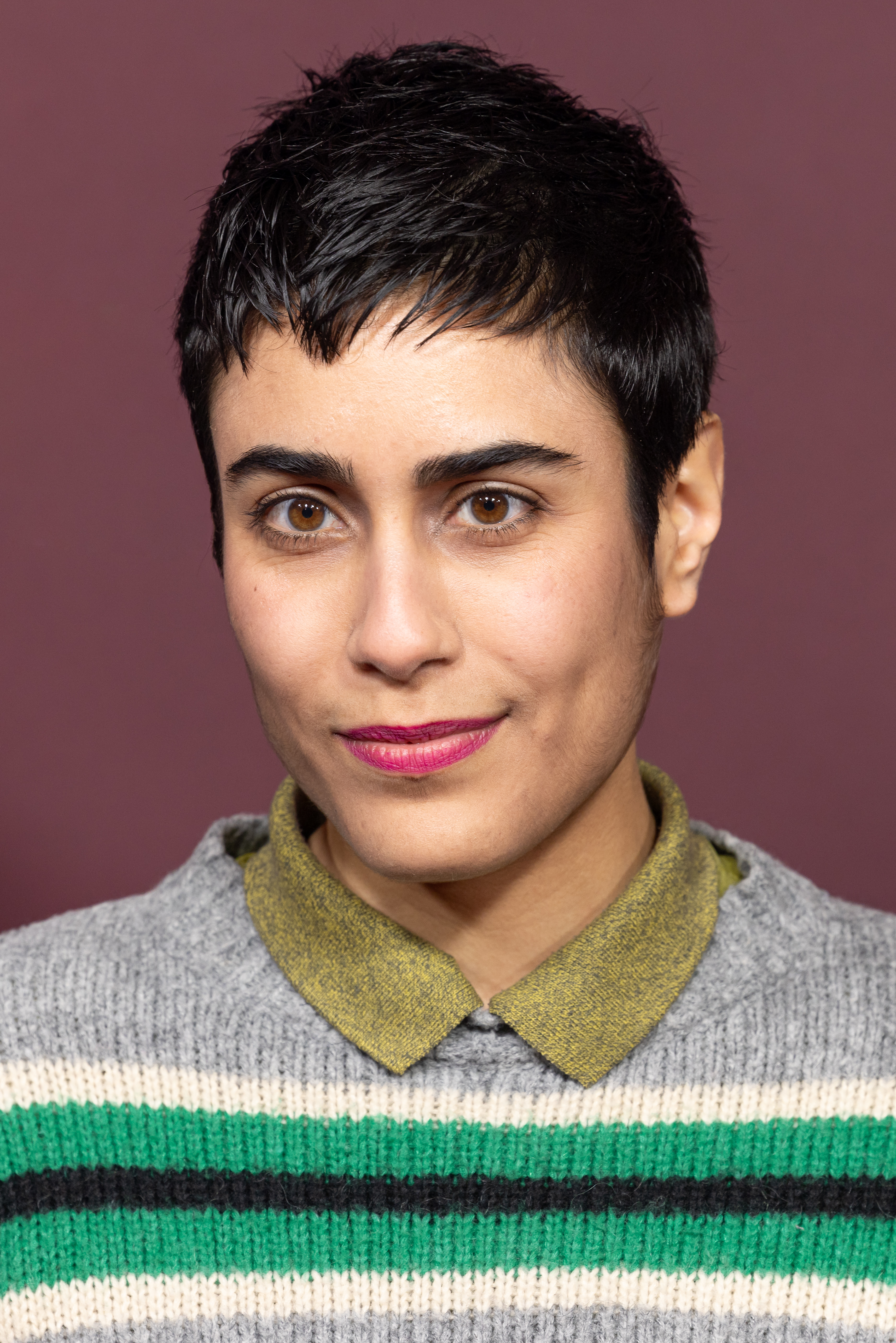
Tala Al-Deen (2025)

Tala Al-Deen (* 8. August 1989 in Heidelberg), teilweise auch unter der Schreibweise Tala Al Deen geführt, ist eine deutsche Schauspielerin.

## Leben
Tala Al-Deen wuchs in ihrer Geburtsstadt Heidelberg auf. Ihr älterer Bruder ist der Popsänger und Musikproduzent Laith Al-Deen (* 1972). Der Vater stammte aus dem Irak und zog für ein Maschinenbau-Studium nach Karlsruhe, die Mutter kam aus Osnabrück.
Zum Studium zog Tala Al-Deen nach Leipzig. Dort belegte sie die Fächer Arabistik und Amerikanische Literatur.
Von 2013 bis 2017 absolvierte Al-Deen ein Schauspielstudium an der Kunstuniversität Graz (KUG).
Al-Deen lebt in Leipzig und spricht neben Deutsch und Arabisch auch Englisch und Französisch. Seit 2016 gehört sie als Sängerin und Stylophonistin der Grazer Band Frau Sammer an, die sich den Stilrichtungen „post-pop/post-fact/postpost“ zurechnet. Auch war Al-Deen in der Gruppe Tribunal NSU-Komplex auflösen aktiv, die ab 2017 Tribunale zur Anklage rassistischer Gewalt organisierte.

## Karriere

### Theaterarbeit
Während ihres Studiums in Leipzig war Al-Deen in der dortigen Off-Theaterszene aktiv. Sie war unter anderem am Spinnwerk des damaligen Centraltheaters und am LOFFT tätig.
Zur Zeit ihrer Schauspielausbildung in Graz lernte Al-Deen die Regisseurin Sophia Barthelmes kennen. Zwischen 2014 und 2017 entwickelten beide gemeinsam Performances und Theaterstücke. Diese führten sie in den Hamburger Spielstätten Kampnagel und Gaußstraße auf. Im Jahr 2016 gehörte sie zur Besetzung des Stücks Club Fiction, dass beim Schauspielschultreffen mit dem Max-Reinhardt-Preis für das beste Ensemble ausgezeichnet wurde. Ein Jahr später trat Al-Deen dem queerfeministischen Theaterkollektiv Deine Mudda bei.
Ab der Spielzeit 2018/19 trat Al-Deen ihr Erstengagement als Theaterschauspielerin am Nationaltheater Mannheim an. 2023/24 wechselte sie zum Ensemble des Schauspielhauses Wien.

### Film und  Fernsehen
Parallel zu ihrer Bühnenkarriere tritt Al-Deen in Film- und Fernsehproduktionen in Erscheinung. Ihr Filmdebüt gab sie 2019 in Katharina Ludwigs Dramedy This Is Where I Meet You, in der sie neben Helene Blechinger und Anton Spieker die Aussteigerin Tami darstellte. Im selben Jahr gehörte sie zum Schauspielensemble von Karl Markovics’ Spielfilm Nobadi (2019). Einem größeren Publikum wurde Al-Deen durch die Tatort-Folge Wer zögert, ist tot (2021) bekannt, in dem sie als überqualifizierte Assistentin und Haushaltshilfe von Bernhard Schütz zu sehen war. Danach erschien sie in zwei Folgen der Serie A Thin Line (2023).
Eine erste Kinohauptrolle erhielt Al-Deen in Tom Tykwers Familiendrama Das Licht, in dem sie an der Seite von Lars Eidinger und Nicolette Krebitz den Part einer syrischen Haushälterin übernahm, die die Gefühlswelt einer Berliner Familie unerwartet hart auf die Probe stellt. Das Werk wurde als Eröffnungsfilm der 75. Internationalen Filmfestspiele Berlin (Berlinale) ausgewählt.

## Filmografie
- 2019: This Is Where I Meet You
- 2019: Nobadi
- 2021: Tatort: Wer zögert, ist tot (Fernsehfilm)
- 2023: A Thin Line (Fernsehserie, 2 Folgen)
- 2025: Das Licht

## Theaterstücke (Auswahl)
Als Ensemblemitglied des Nationaltheaters Mannheim:
- 2019: Endstation Sehnsucht – Regie: Christian Weise (Rolle: Engel in Weiß)
- 2020: Ellbogen – Regie: Selen Kara (Rolle: Hazal)
- 2022: Romeo und Julia – Regie: Selen Kara (Rolle: Julia)
- 2022: Dschinns – Regie: Selen Kara

Als Ensemblemitglied des Schauspielhauses Wien:
- 2024: Der Verein – Regie: Theresa Thomasberger (Rolle: junger Stefan)
- 2024: Chronik der laufenden Entgleisungen – Regie: Marie Bues

## Hörspiele (Auswahl)
- 2024: Bernardine Evaristo: Mädchen, Frau etc. (3. Folge: Dominique) (N. N.) – Regie: Laura Laabs (Hörspielbearbeitung – HR)

Quelle: ARD-Hörspieldatenbank